# Alenquer (Portogallo)
Alenquer (ɐlẽ'kɛɾ) è un comune portoghese di 39 180 abitanti situato in provincia di Estremadura.

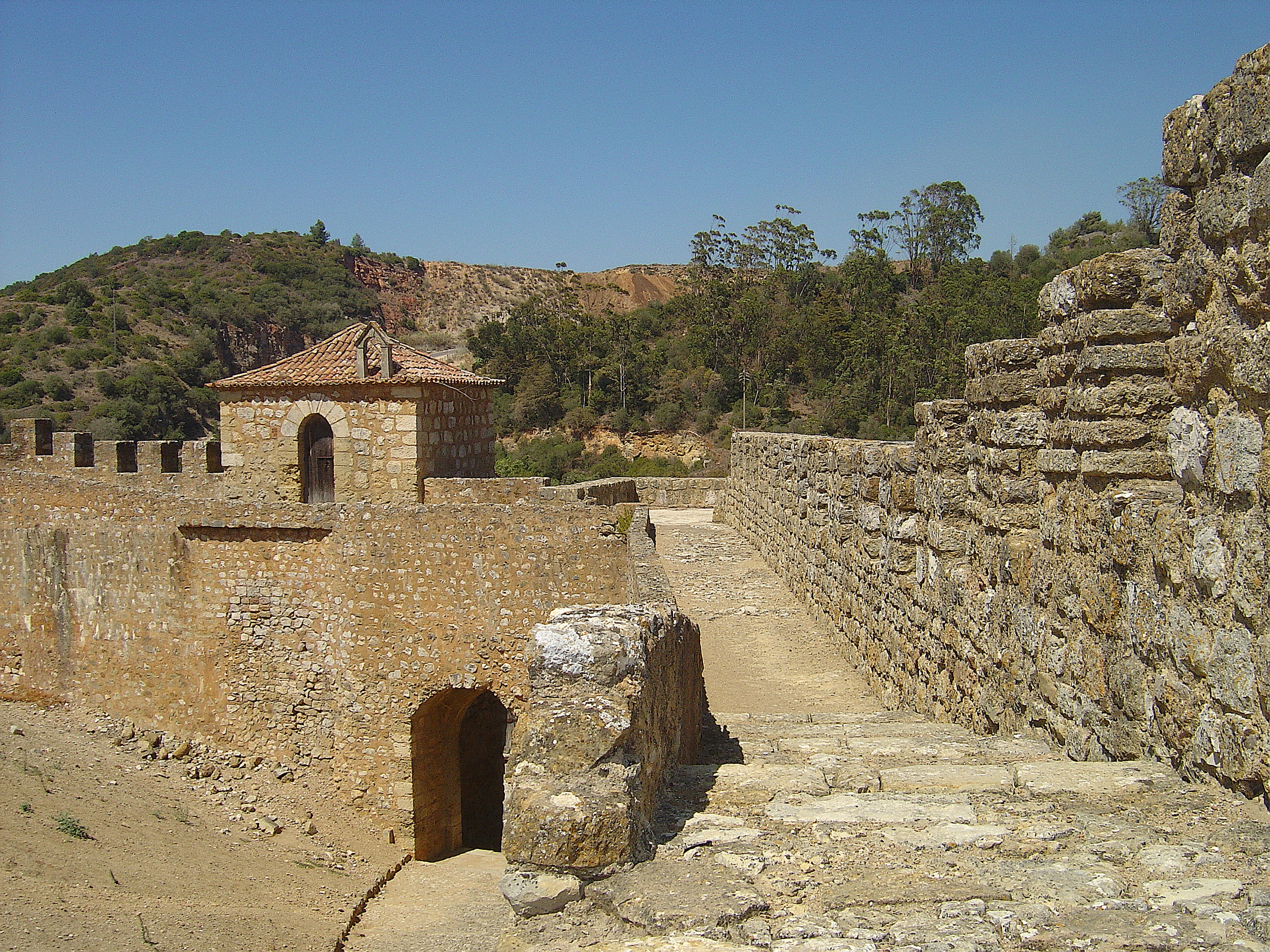
Convento di San Francesco

## Società

### Evoluzione demografica
| Popolazione di Alenquer (1801 – 2004) | Popolazione di Alenquer (1801 – 2004) | Popolazione di Alenquer (1801 – 2004) | Popolazione di Alenquer (1801 – 2004) | Popolazione di Alenquer (1801 – 2004) | Popolazione di Alenquer (1801 – 2004) | Popolazione di Alenquer (1801 – 2004) | Popolazione di Alenquer (1801 – 2004) | Popolazione di Alenquer (1801 – 2004) |
| ------------------------------------- | ------------------------------------- | ------------------------------------- | ------------------------------------- | ------------------------------------- | ------------------------------------- | ------------------------------------- | ------------------------------------- | ------------------------------------- |
| 1801                                  | 1849                                  | 1900                                  | 1930                                  | 1960                                  | 1981                                  | 1991                                  | 2001                                  | 2004                                  |
| 10569                                 | 10005                                 | 24774                                 | 30015                                 | 34998                                 | 34575                                 | 34098                                 | 39180                                 | 42932                                 |

## Freguesias
- Abrigada
- Aldeia Galega da Merceana
- Aldeia Gavinha
- Cabanas de Torres
- Cadafais
- Carnota
- Carregado
- Meca
- Olhalvo
- Ota
- Pereiro de Palhacana
- Ribafria
- Santo Estêvão (Alenquer)
- Triana (Alenquer)
- Ventosa
- Vila Verde dos Francos